# Матіас Дюнгеланн
Матіас Ленне Дюнгеланн (норв. Mathias Lønne Dyngeland, нар. 7 жовтня 1995, Фана, Норвегія) — норвезький футболіст, воротар клубу «Бранн».

## Ігрова кар'єра

### Клубна
Матіас Дюнгеланн народився у містечку Фана. Грати у футбол починав у місцевому однойменному клубі. У 2012 році молодого воротаря примітили селекціонери клуба Тіппеліги «Согндал». Але перший сезон Дюнгеланн на правах оренди залишався у рідному клубі «Фана». Разом із «Согндалом» Дюнгеланн встиг пограти у Тіппелізі, при цьому двічі команда вилітала до першого дивізіону. За сім сезонів Матіас провів за команду понад 150 матчів.
У 2020 році воротар підписав контракт з шведським клубом «Ельфсборг». Угода між гравцем і клубом дійсна до 2023 року.
У серпні 2021 року до кінця сезону Дюнгеланн на правах оренди перейшов до норвезького клубу «Волеренга». У січні 2022 року воротар підписав контракт на повноцінній основі з іншим клубом чемпіонату Норвегії — з «Бранном». 

### Збірна
З 2012 року Дюнгеланна викликали на матчі юнацьких збірних Норвегії. Також він зіграв 6 матчів у складі молодіжної збірної Норвегії.
Кілька разів Матіас Дюнгеланн отримував виклики на матчі національної збірної Норвегії. 16 листопада 2023 року у товариському матчі проти команди Фарер Дюнгеланн дебютував у національній збірній Норвегії.

## Титули і досягнення
- Володар кубка Норвегії  (1):

«Бранн»: 2022-23